# Anne-Gine Goemans

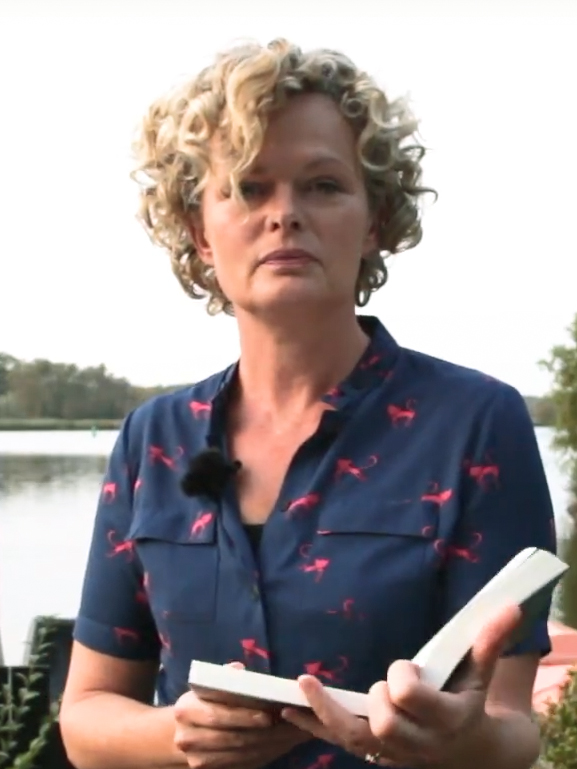
Anne-Gine Goemans (2017)

Anne-Gine Goemans (* 1971) ist eine niederländische Autorin und Journalistin.

## Leben
Anne-Gine Goemans wuchs im sogenannten Bollenstreek auf, dem berühmtesten Tulpenanbaugebiet der Niederlande. Sie beschäftigte sich mit Ethnic Studies und studierte an der Schule für Journalistik in Utrecht, wo sie später auch lehrte, sowie in Aix-en-Provence. Als freie Journalistin schreibt sie für Tageszeitungen und Magazine u. a. über kulturwissenschaftliche Themen. Aus einem journalistischen Projekt über die Kulturlandschaft der Tulpenfelder und die ganz eigene, farbenprächtige Welt des »Tulpenadels« entwickelte sich ihr erster Roman, Ziekzoekers, für den sie 2008 den renommierten Anton-Wachter-Preis für das beste literarische Debüt erhielt. Ihr zweiter Roman Glijvlucht, der 2011 erschien, war nominiert für den BNG-Literaturpreis sowie den Libris-Literaturpreis und wurde mit dem Dioraphte-Preis 2012 ausgezeichnet; er wird zurzeit in den Niederlanden verfilmt. Im Oktober 2012 erscheint die Übersetzung von Gleitflug in Deutschland.
Mit ihrem Mann und ihren drei Kindern wohnt Anne-Gine Goemans in Spaarndam, einem Dorf in Nordholland.

## Ehrungen
- Anton Wachterprijs 2006
- Dioraphte Jongeren Literatuurprijs 2012
- M-Pionier-Preis 2012

## Veröffentlichungen
- Ziekzoekers. Roman. Uitgeverij De Geus, Breda 2007.[3]
- Glijvlucht. Roman. Uitgeverij De Geus, Breda 2011.[4]
  - Deutsch: Gleitflug. Roman. Aus dem Niederländischen von Andreas Ecke, Insel Verlag, Berlin 2012. ISBN 978-3-458-17549-0[5]